# Hyporhagus suturalis
Hyporhagus suturalis es una subespecie de coleóptero de la familia Monommatidae.

## Subespecies
- Hyporhagus suturalis amazonensis Freude, 1984
- Hyporhagus suturalis boliviensis Freude, 1955
- Hyporhagus suturalis costaricensis Freude, 1955
- Hyporhagus suturalis lateapicalis Freude, 1955
- Hyporhagus suturalis suturalis

## Distribución geográfica
Habita en Brasil, Bolivia, Perú y Costa Rica.